# 埃库伊
埃库伊（法語：Écouis，法語發音：[ekwi]）是法国厄尔省的一个市镇，属于莱桑德利区。

## 地理
埃库伊（49°18'38"N, 1°25'52"E）面积13.07 平方千米，位于法国诺曼底大区厄尔省，该省份为法国北部内陆省份，北起滨海塞纳省，西接奧恩省和卡爾瓦多斯省，南至厄尔-卢瓦省，东临瓦兹省、瓦兹河谷省和伊夫林省。
与埃库伊接壤的市镇（或旧市镇、城区）包括：巴克维尔、韦克桑地区乌维尔、梅尼勒韦尔克利沃、韦克桑地区弗勒内勒、图夫勒维尔、瓦勒多尔热。

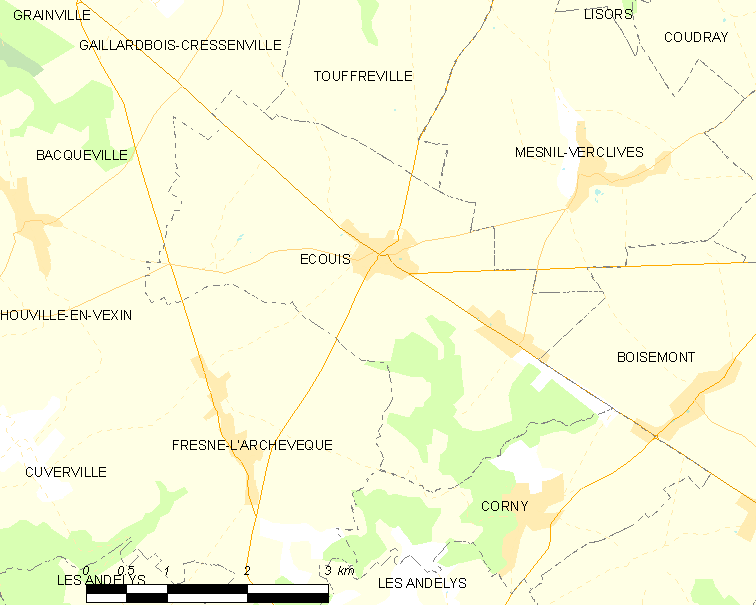
埃库伊的OSM定位图

埃库伊的时区为UTC+01:00、UTC+02:00（夏令时）。

## 行政
埃库伊的邮政编码为27440，INSEE市镇编码为27214。

## 政治
埃库伊所属的省级选区为莱桑德利县。

## 人口

1962-2008年间埃库伊人口变化图示

埃库伊于2022年1月1日时的人口数量为849人。